# Passo do Sobrado
Passo do Sobrado este un oraș în Rio Grande do Sul (RS), Brazilia.